# Râul Budușelu
Râul Budușelu este un curs de apă, afluent al râului Budac. 

## Hărți
- Harta județului Bistrița